# Андронов (лунный кратер)
Кратер Андронов (лат. Andronov) — небольшой ударный кратер в юго-западной части вала гигантского кратера Гагарин на обратной стороне Луны. Название дано в честь советского учёного-физика, специалиста в области электротехники, радиофизики и прикладной механики Александра Александровича Андронова (1901—1952) и утверждено Международным астрономическим союзом в 1976 г. 

## Описание кратера

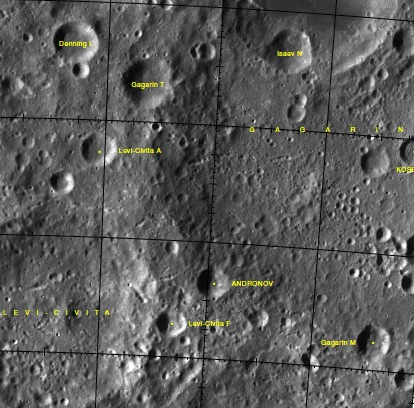
Окрестности кратера Андронов. Фрагмент карты LAC-102.

Ближайшими соседями кратера являются кратер Леви-Чивита на западе и, в чаше кратера Гагарин, кратер Исаев на севере-северо-востоке, кратер Косберг на северо-востоке. Селенографические координаты центра кратера 22°41′ ю. ш. 146°07′ в. д. / 22,68° ю. ш. 146,11° в. д., диаметр 16,6 км, глубина 2,6 км.

Кратер имеет чашеобразную форму с небольшим участком плоского дна чаши и острой кромкой вала. Высота вала над окружающей местностью составляет 600 м. Дно чаши кратера без приметных структур за исключением нескольких мелких кратеров.

## Сателлитные кратеры
Отсутствуют.